# Xã Agency, Quận Wapello, Iowa
Xã Agency (tiếng Anh: Agency Township) là một xã thuộc quận Wapello, tiểu bang Iowa, Hoa Kỳ. Năm 2010, dân số của xã này là 1.158 người.